# 鈴木葉月
鈴木 葉月（すずき はづき、1985年7月17日 - ）は日本のグラビアアイドル・女優・DJ。

## 来歴
- 神奈川県横浜市出身。
- 元フィットワン所属（ジールアソシエイツ→ifを経て2007年に移籍）。
- 2001年に日テレジェニック2001に選出され、以後水着グラビアで活動。透明感の有る笑顔で人気を呼んだ。
- 2003年2月発売のイメージビデオをもって水着封印宣言をしたが、間もなく何事もなかったように再開している。ただしその後はグラビアへの露出はあまりなく、ビデオ映画やテレビ等への出演に比重が移っている。

## 出演

### イメージビデオ
- feminine 鈴木葉月（2001年7月21日、バップ）
- 鈴木葉月 NEWS（2002年9月4日、ポニーキャニオン）
- D-Splash! 鈴木葉月（2003年2月5日、キングレコード）
- カバーガールズ 鈴木葉月（2003年9月25日、コロムビアミュージックエンタテインメント）
- 鈴木葉月 CROSS...eyes（2005年4月29日）

### バラエティ
- 王様のブランチ 星占いランキング（2002年1月 - 3月、TBS）

### テレビドラマ
- しあわせのシッポ（2002年4 - 6月、TBS） - 鈴木ルイ役
- 僕の生きる道（2003年1月 - 3月、関西テレビ） - 近藤萌役
- 空中ブランコ（2005年、フジテレビ）

### 映画
- ナイチンゲーロ（2006年）- 亜矢 役

### Vシネマ
- えんがちょ（2005年10月21日） - 主演
- 死刑確定IV（2006年）
- 実録・暴走族シリーズ 日韓連合 小さな巨人 野山榮澤（2006年）

### 舞台
- とうおんアートヴィレッジフェスティバル2024 東温でつくる音楽劇『オリビアを聴きながら』（2024年12月20日 - 22日、東温市川内公民館 大ホール）[1]

## 書籍

### 写真集
- ハイっ、鈴木さんです。鈴木葉月写真集（2002年10月、講談社）ISBN 4063301826